# Nvidia-GeForce-200-Serie

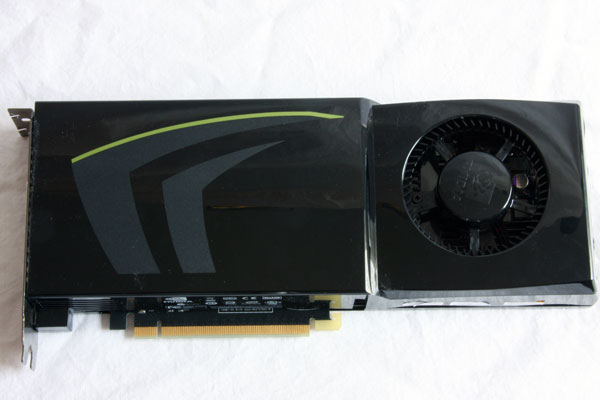
Nvidia GeForce GTX 280

Die GeForce-200-Serie ist eine Serie von Desktop-Grafikchips des Unternehmens Nvidia und Nachfolger der GeForce-9-Serie bzw. der GeForce-100-Serie. Alle Grafikprozessoren dieser Serie unterstützen das Shadermodell 4.0 (SM 4.0) nach DirectX 10, OpenGL 3.3, CUDA und damit auch PhysX. Die GeForce-200-Serie wurde von der GeForce-300-Serie bzw. der GeForce-400-Serie abgelöst.

## Beschreibung
Am 16. Juni 2008 stellte Nvidia die GeForce GTX 280 und 260 vor, auf welchen der GT200-Chip verbaut ist. Dabei handelte es sich mit über 1,4 Mrd. Transistoren um die bis dahin komplexeste und mit einer Die-Fläche von 576 mm² auch um die größte GPU, welche auf einer Grafikkarte verbaut worden war. Der GT200 basiert auf der Unified-Shader-Architektur des G80-Grafikprozessors, ist allerdings mit verschiedenen Verbesserungen versehen. Zum einen ist sie hinsichtlich CUDA-Applikationen optimiert, so wurde zum Beispiel ein Memory-Buffer zwischen den Streamprozessoren integriert und die Registergröße erhöht. Zudem unterstützt der GT200 mit Hilfe von extra für diesen Zweck eingefügten Recheneinheiten auch das Rechnen mit doppelter Genauigkeit, während die Vorgänger nur einfache Genauigkeit beherrschen. Im Zuge der Vergrößerung des Chips wurden auch die Anzahl der Streamprozessoren pro Cluster von 16 auf 24 erhöht. Damit stieg auch das Verhältnis von Shadern zu TMUs von 2:1 beim G80 und G92 auf 3:1. Abseits der weiteren Optimierungen des Chips wie etwa der Verbesserungen am Thread-Scheduler wurde eine Stromsparfunktion eingeführt, so dass man trotz höherer Rechenleistung und höherem Lastverbrauch im 2D-Modus unter den Verbrauch der Vorgänger kommt. Als nachteilig erwies sich die Fertigung in 65 nm, da AMD die Radeon-HD-4000-Serie bereits im 55-nm-Verfahren herstellen ließ und somit kosteneffizienter arbeiten konnte.

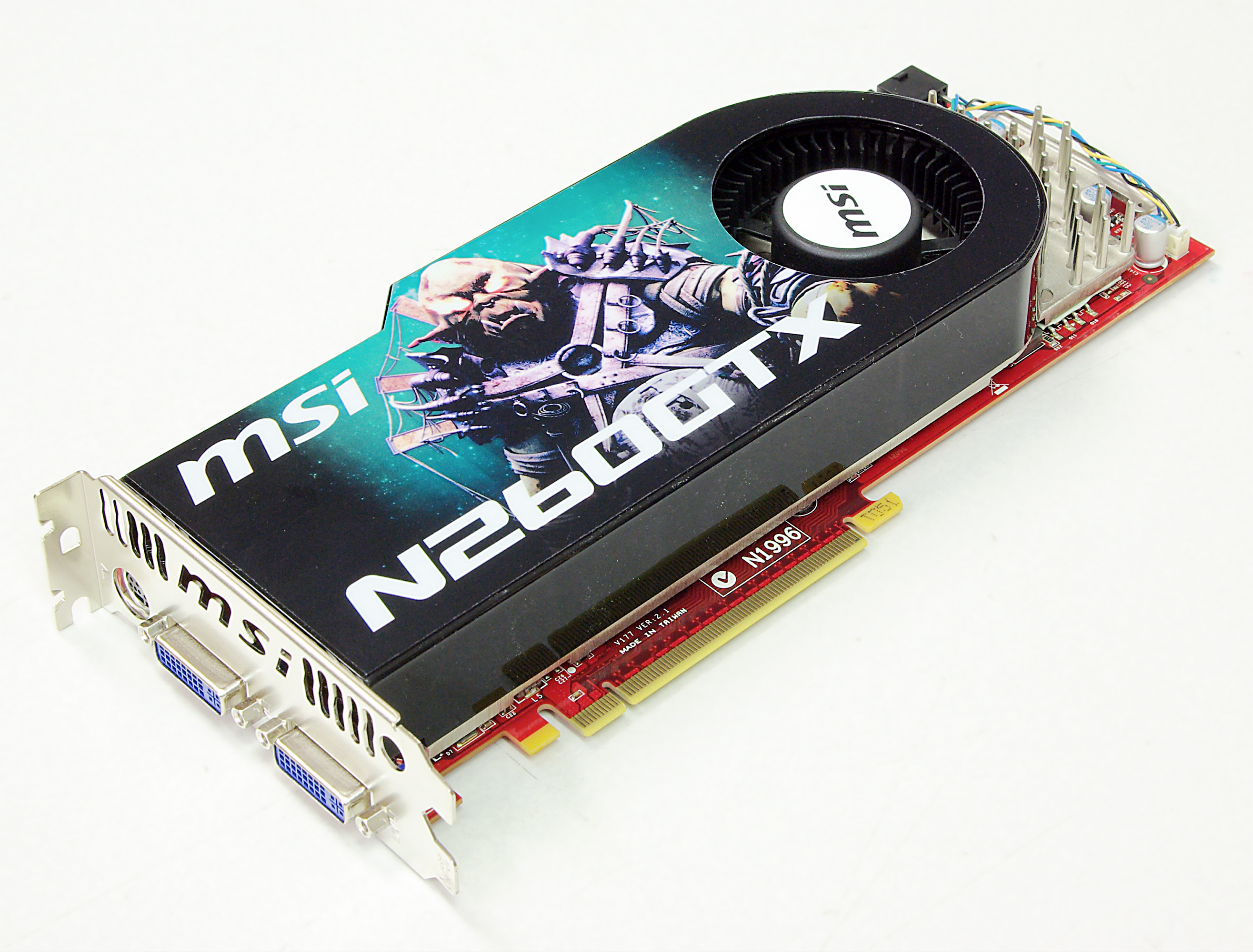
GeForce GTX 260 von MSI mit alternativem Kühlerdesign

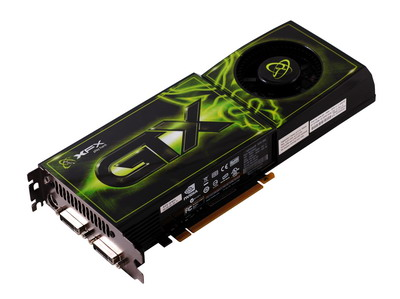
GeForce GTX 260 von XFX mit Referenzkühler

Die GeForce GTX 280 hat in etwa die Performance der Dual-Chip-Grafikkarte GeForce 9800 GX2. Nach den erfolgreichen Vorgängerserien konnte die GTX 280 die teilweise sehr hohen Erwartungen nicht erfüllen, obwohl sie bis zur Einführung der Radeon HD 4870 X2 die schnellste Grafikkarte auf dem Markt war. Auf der GeForce GTX 260 sind zwei Cluster der GT200-GPU deaktiviert (also noch 192 aktive Streamprozessoren) sowie das Speicherinterface und der Speicherausbau reduziert. Da die ungefähr gleich schnelle Radeon HD 4870 von AMD deutlich günstiger am Markt angeboten wurde, überarbeitete Nvidia die GTX 260. Am 16. September 2008 stellte man die GeForce GTX 260 mit 216 Streamprozessoren vor. Bei dieser ist nur noch ein Shadercluster deaktiviert, was die Leistung etwas erhöht. Infolgedessen verkaufte sich die überarbeitete GTX 260 deutlich erfolgreicher am Markt.
Am 18. Dezember 2008 kündigte Nvidia die Dual-GPU-Grafikkarte GeForce GTX 295 für den 8. Januar 2009 offiziell an, mit der Nvidia erneut die leistungsstärkste Grafikkarte auf dem Markt produzierte. Die GTX 295 bestand zunächst aus zwei einzelnen Platinen, die im so genannten „Sandwich“-Design zusammengesetzt wurden. Um die Produktionskosten zu reduzieren, wechselte Nvidia im Mai 2009 auf ein einfacheres Einzelplatinenlayout, auf dem beide Grafikkerne platziert sind. Die überarbeitete GeForce GTX 295 wurde von Nvidias Boardpartnern auf der Computex im Juni 2009 vorgestellt. Ebenfalls am 8. Januar wurde die GeForce GTX 285 offiziell vorgestellt, die die GeForce GTX 280 ersetzt. Obwohl sie bereits bei der Vorstellung verfügbar war, wurde der offizielle Start der GeForce GTX 285 auf den 15. Januar verlegt. Im Vergleich zum Vorgänger wies die GTX 285 eine um ungefähr 10 % verbesserte Performance auf, wobei gleichzeitig die Leistungsaufnahme soweit gesenkt werden konnte, dass nun zwei 6-Pin-Stecker anstatt eines 6-Pin und eines 8-Pins benötigt werden (siehe Text). Obwohl die GTX 285, genau wie die GTX 295, unter gewissen Umständen ein sogenanntes „Spulenfiepen“ aufweist, verkaufte sie sich relativ erfolgreich am Markt. Dies wird im Allgemeinen darauf zurückgeführt, dass die GTX 285 deutlich günstiger als der Vorgänger angeboten werden konnte und durch fehlende Konkurrenzprodukte als schnellste Single-GPU-Karte eine Monopolstellung einnahm. Für Beobachter unerwartet war, dass Nvidia bei der GeForce GTX 295 und GTX 285 den HybridPower-Modus entfernt hatte. Beide Karten basieren auf dem GT200b-Chip (inoffiziell auch als GT206 bekannt), wobei es sich um ein 55-nm-Derivat des GT200-Chip handelt. Bereits im Dezember 2008 hatte Nvidia die GTX 260 mit dem neuen GT200b-Chip ausgeliefert.
Am 3. März 2009 kündigte Nvidia auf der Cebit die GeForce GTS 250 für den 10. März an. Damit wurde die GeForce-200-Serie offiziell auch auf den Performancesektor ausgedehnt. Allerdings handelt es sich bei der GTS 250 um eine Neuauflage der GeForce 9800 GTX+, die noch auf dem G92-Chip basiert. Da dieser bereits in der GeForce-8-Serie verwendet wurde, geriet Nvidia für die Namensgebung in die Kritik. Im Gegensatz zu früheren Neuauflagen handelt es sich bei der GTS 250 aber um kein reines Remake, da Nvidia verschiedene Änderungen am Platinenlayout durchführte, den Videospeicher auf 1024 MB verdoppelte sowie einen Energiesparmodus einbaute. Auf eine ebenfalls erwartete Neuauflage der GeForce 9800 GT unter dem Namen GeForce GTS 240 verzichtete Nvidia zunächst. Am 24. Juli 2009 präsentierte Nvidia diese mit leicht erhöhten Taktraten dann doch für den OEM-Markt.
Als AMD am 2. April die Radeon HD 4890 auf den Markt brachte, reagierte Nvidia noch am gleichen Tag mit der Präsentation der GeForce GTX 275 auf Basis des GT200b-Chip. Allerdings war diese im Gegensatz zur Konkurrenzkarte noch nicht flächendeckend auf dem Markt vorhanden, weshalb man von einem sogenannten „Paperlaunch“ spricht. Beide Karten bieten in etwa die Leistung der bereits nicht mehr produzierten GeForce GTX 280 und platzierten sich genau zwischen der GTX 260 (216 SPs) und GTX 285. Auf der GeForce GTX 275 sind, genau wie auf der GTX 285, alle Shadercluster aktiviert. Allerdings wird der GT200b-Chip mit einer höheren Kernspannung betrieben, was trotz reduzierter Taktraten zu einer etwas höheren Leistungsaufnahme führt (siehe Text).
Die ersten Karten auf Basis der in 40 nm gefertigten GT21x-GPUs stellte Nvidia am 15. Juni 2009 vor. Allerdings handelte es sich dabei um Notebook-Grafikkarten der GeForce-200M-Serie. Die ersten Desktopkarten folgten am 8. Juli, wobei es sich um die GeForce G210 und GT 220 für den OEM-Markt handelte. Auf diesen wurden die Grafikprozessoren GT216 und GT218 verbaut. Nach der Notebook-Serie führte Nvidia mit diesen beiden Karten auch im Desktopmarkt erstmals DirectX 10.1 ein. Bereits seit Anfang 2009 verbauen OEM-Hersteller Grafikkarten unter der Bezeichnung GeForce GT 230, wobei es sich um eine Neuauflage der älteren GeForce 9600 GT handelt. Die Karten entsprechen dabei keinem Referenzdesign und werden von Nvidia offiziell nicht geführt. Am 12. Oktober 2009 führte Nvidia die GeForce G210 und GT 220 auch auf dem Retail-Markt ein und erweiterte damit die GeForce-200-Serie auf den Mainstream- und Low-Budget-Sektor. Allerdings wurde dabei die GeForce G210 in GeForce 210 umbenannt und die GT 220 mit minimal höheren Taktraten ausgeliefert. Am 17. November 2009 platzierte Nvidia die GeForce GT 240 im Mainstream-Sektor, welche die erfolgreiche GeForce 9600 GT ersetzte, deren Performance sie auch aufwies. Dabei basiert die GT 240 auf dem GT215-Grafikprozessor, welcher bereits seit dem Sommer 2009 auf den mobilen Grafikkarten GeForce GTS 250M und GTS 260M verbaut wurde. Auf die Fertigstellung des GT212-Grafikprozessors, welcher bereits im Beta-Treiber 185.20 gelistet war, verzichtete Nvidia.

## Grafikprozessoren
| Grafik- chip | Fertigung | Fertigung      | Fertigung   | Einheiten          | Einheiten | Einheiten           | Einheiten       | Einheiten       | Einheiten       | L2- Cache | API-Support | API-Support | API-Support | Video- pro- zessor | Bus- Schnitt- stelle |
| Grafik- chip | Pro- zess | Transi- storen | Die- Fläche | ROP- Parti- tionen | ROPs      | Unified-Shader      | Unified-Shader  | Textureinheiten | Textureinheiten | L2- Cache | DirectX     | OpenGL      | OpenCL      | Video- pro- zessor | Bus- Schnitt- stelle |
| Grafik- chip | Pro- zess | Transi- storen | Die- Fläche | ROP- Parti- tionen | ROPs      | Stream- prozessoren | Shader- Cluster | TAUs            | TMUs            | L2- Cache | DirectX     | OpenGL      | OpenCL      | Video- pro- zessor | Bus- Schnitt- stelle |
| ------------ | --------- | -------------- | ----------- | ------------------ | --------- | ------------------- | --------------- | --------------- | --------------- | --------- | ----------- | ----------- | ----------- | ------------------ | -------------------- |
| G92b         | 55 nm     | 0754 Mio.      | 276 mm²     | 4                  | 16        | 128                 | 08              | 64              | 64              | 64 kB     | 10.0        | 3.3         | 1.1         | VP2                | PCIe 2.0             |
| GT200 / b    | 65/55 nm  | 1400 Mio.      | 576/470 mm² | 8                  | 32        | 240                 | 10              | 80              | 80              | 256 kB    | 10.0        | 3.3         | 1.1         | VP2                | PCIe 2.0             |
| GT215        | 40 nm     | 0727 Mio.      | 133 mm²     | 4                  | 16        | 096                 | 04              | 32              | 32              | 64 kB     | 10.1        | 3.3         | 1.1         | VP4                | PCIe 2.0             |
| GT216        | 40 nm     | 0486 Mio.      | 100 mm²     | 2                  | 08        | 048                 | 02              | 16              | 16              | 64 kB     | 10.1        | 3.3         | 1.1         | VP4                | PCIe 2.0             |
| GT218        | 40 nm     | 0260 Mio.      | 057 mm²     | 1                  | 04        | 016                 | 01              | 08              | 08              | 16 kB     | 10.1        | 3.3         | 1.1         | VP4                | PCIe 2.0             |

## Namensgebung
Bei der GeForce-200-Serie führte Nvidia ein neues Bezeichnungsschema ein. Alle Grafikchips werden mit einem Buchstabenkürzel zur Einordnung des Leistungssektors sowie einer dreistelligen Nummer bezeichnet, die generell mit einer 2 (für GeForce 200) beginnt. Die letzten beiden Ziffern dienen zur weiteren Differenzierung innerhalb des jeweiligen Leistungssektors.
Buchstabenkürzel:
- G oder kein Präfix – Low-Budget
- GT – Mainstream
- GTS – Performance
- GTX – High-End

Aufgrund des allgemeinen Preisverfalls am Markt sowie Währungsschwankungen treffen die ursprünglichen Klassifizierungen von Nvidia nicht grundsätzlich zu.

## Modelldaten
| Modell          | Offizieller Launch | Grafikprozessor (GPU) | Grafikprozessor (GPU) | Grafikprozessor (GPU) | Grafikprozessor (GPU) | Grafikprozessor (GPU) | Grafikprozessor (GPU) | Grafikprozessor (GPU) | Grafikspeicher | Grafikspeicher | Grafikspeicher | Grafikspeicher      |
| Modell          | Offizieller Launch | Typ                   | Aktive Einheiten      | Aktive Einheiten      | Aktive Einheiten      | Aktive Einheiten      | Chiptakt (MHz)        | Shadertakt (MHz)      | Größe (MB)     | Takt (MHz)     | Typ            | Speicher- interface |
| Modell          | Offizieller Launch | Typ                   | ROPs                  | Shader- Cluster       | Stream- prozessoren   | Textur- einheiten     | Chiptakt (MHz)        | Shadertakt (MHz)      | Größe (MB)     | Takt (MHz)     | Typ            | Speicher- interface |
| --------------- | ------------------ | --------------------- | --------------------- | --------------------- | --------------------- | --------------------- | --------------------- | --------------------- | -------------- | -------------- | -------------- | ------------------- |
| GeForce 205     | 25. Nov. 2009      | GT218                 | 4                     | 1                     | 8                     | 4 oder 8              | 589                   | 1402                  | 512            | 500            | DDR2           | 064 Bit             |
| GeForce 210     | 12. Okt. 2009      | GT218                 | 4                     | 1                     | 16                    | 8                     | 589                   | 1402                  | 512            | 500            | DDR2           | 064 Bit             |
| GeForce G210    | 08. Jul. 2009      | GT218                 | 4                     | 1                     | 16                    | 8                     | 589                   | 1402                  | 512            | 500            | DDR2           | 064 Bit             |
| GeForce GT 220  | 08. Jul. 2009      | GT216                 | 8                     | 2                     | 48                    | 16                    | 615                   | 1335                  | 1024           | 790            | DDR3           | 128 Bit             |
| GeForce GT 220  | 12. Okt. 2009      | GT216                 | 8                     | 2                     | 48                    | 16                    | 625                   | 1360                  | 512            | 1000           | GDDR3          | 128 Bit             |
| GeForce GT 240  | 17. Nov. 2009      | GT215                 | 16                    | 4                     | 96                    | 32                    | 550                   | 1340                  | 1024           | 790–1000       | DDR3           | 128 Bit             |
| GeForce GT 240  | 17. Nov. 2009      | GT215                 | 16                    | 4                     | 96                    | 32                    | 550                   | 1340                  | 512            | 1700 (850)     | GDDR5          | 128 Bit             |
| GeForce GTS 240 | 24. Jul. 2009      | G92b                  | 16                    | 7                     | 112                   | 56                    | 675                   | 1620                  | 1024           | 1100           | GDDR3          | 256 Bit             |
| GeForce GTS 250 | 10. März 2009      | G92b                  | 16                    | 8                     | 128                   | 64                    | 738                   | 1836                  | 512 1024       | 1100           | GDDR3          | 256 Bit             |
| GeForce GTX 260 | 16. Jun. 2008      | GT200                 | 28                    | 8                     | 192                   | 64                    | 576                   | 1242                  | 896            | 999            | GDDR3          | 448 Bit             |
| GeForce GTX 260 | 16. Sep. 2008      | GT200                 | 28                    | 9                     | 216                   | 72                    | 576                   | 1242                  | 896            | 999            | GDDR3          | 448 Bit             |
| GeForce GTX 260 | 22. Dez. 2008      | GT200b                | 28                    | 9                     | 216                   | 72                    | 576                   | 1242                  | 896            | 999            | GDDR3          | 448 Bit             |
| GeForce GTX 275 | 02. Apr. 2009      | GT200b                | 28                    | 10                    | 240                   | 80                    | 633                   | 1404                  | 896            | 1134           | GDDR3          | 448 Bit             |
| GeForce GTX 280 | 16. Jun. 2008      | GT200                 | 32                    | 10                    | 240                   | 80                    | 602                   | 1296                  | 1024           | 1107           | GDDR3          | 512 Bit             |
| GeForce GTX 285 | 15. Jan. 2009      | GT200b                | 32                    | 10                    | 240                   | 80                    | 648                   | 1476                  | 1024           | 1242           | GDDR3          | 512 Bit             |
| GeForce GTX 295 | 08. Jan. 2009      | 2 × GT200b            | 2 × 28                | 2 × 10                | 2 × 240               | 2 × 80                | 576                   | 1242                  | 2 × 896        | 999            | GDDR3          | 2 × 448 Bit         |

Hinweise:
- Die angegebenen Taktraten sind die von Nvidia empfohlenen bzw. festgelegten. Allerdings liegt die finale Festlegung der Taktraten in den Händen der jeweiligen Grafikkartenhersteller. Daher ist es durchaus möglich, dass es Grafikkartenmodelle gibt oder geben wird, die abweichende Taktraten besitzen.
- Mit dem angegebenen Zeitpunkt ist der Termin der öffentlichen Vorstellung angegeben, nicht der Termin der Verfügbarkeit der Modelle.
- Die Taktfrequenz des Speichers wird auch oft als doppelt so hoch angegeben. Grund dafür ist die doppelte Daten-Rate (DDR).

### Leistungsdaten
Für die jeweiligen Modelle ergeben sich folgende theoretische Leistungsdaten:
| Modell                    | Graphikprozessor/-speicher                       | Graphikprozessor/-speicher  | Graphikprozessor/-speicher  | Graphikprozessor/-speicher        |
| Modell                    | Rechenleistung der Stream- Prozessoren in GFlops | Pixel- füllrate in GPixel/s | Texel- füllrate in GTexel/s | Daten- übertragungs- rate in GB/s |
| ------------------------- | ------------------------------------------------ | --------------------------- | --------------------------- | --------------------------------- |
| GeForce 205               | 33,6                                             | 2,4                         | 2,4 oder 4,7                | 8                                 |
| GeForce 210               | 67,3                                             | 2,4                         | 4,7                         | 8                                 |
| GeForce G210              | 67,3                                             | 2,4                         | 4,7                         | 8                                 |
| GeForce GT 220            | 192,2                                            | 4,9                         | 9,8                         | 25,3                              |
| GeForce GT 220            | 195,8                                            | 5,0                         | 10,0                        | 32                                |
| GeForce GT 240            | 385,9                                            | 8,8                         | 17,6                        | 25,3–32                           |
| GeForce GT 240            | 385,9                                            | 8,8                         | 17,6                        | 54,4                              |
| GeForce GTS 240           | 544,3                                            | 10,8                        | 37,8                        | 70,4                              |
| GeForce GTS 250           | 705                                              | 11,8                        | 47,2                        | 70,4                              |
| GeForce GTX 260           | 715,4                                            | 16,1                        | 36,9                        | 111,9                             |
| GeForce GTX 260 (216 SPs) | 804,8                                            | 16,1                        | 41,5                        | 111,9                             |
| GeForce GTX 275           | 1010,9                                           | 17,7                        | 50,6                        | 127,0                             |
| GeForce GTX 280           | 933,1                                            | 19,3                        | 48,2                        | 141,7                             |
| GeForce GTX 285           | 1062,7                                           | 20,7                        | 51,8                        | 159,0                             |
| GeForce GTX 295           | 2 × 894,2                                        | 2 × 16,1                    | 2 × 46,1                    | 2 × 111,9                         |

Hinweise:
- Die angegebenen Leistungswerte für die Rechenleistung über die Streamprozessoren, die Pixelfüllrate, die Texelfüllrate und die Speicherbandbreite sind theoretische Maximalwerte. Die Gesamtleistung einer Grafikkarte hängt unter anderem davon ab, wie gut die vorhandenen Ressourcen ausgenutzt bzw. ausgelastet werden können. Außerdem gibt es noch andere, hier nicht aufgeführte Faktoren, die die Leistungsfähigkeit beeinflussen.
- Die angegebene Rechenleistung über die Streamprozessoren bezieht sich auf die Nutzung beider MUL-Operationen, die bei Grafikshaderberechnungen nicht erreicht wird, da weitere Berechnungen ausgeführt werden müssen. Bei diesen Berechnungen liegt die Leistung der Rechenleistung über die Stream-Prozessoren daher geringer.

### Leistungsaufnahmedaten
Die in der Tabelle aufgeführten Messwerte beziehen sich auf die reine Leistungsaufnahme von Grafikkarten, die dem Nvidia-Referenzdesign entsprechen. Um diese Werte zu messen, bedarf es einer speziellen Messvorrichtung; je nach eingesetzter Messtechnik und gegebenen Messbedingungen, inklusive des genutzten Programms, mit dem die 3D-Last erzeugt wird, können die Werte zwischen unterschiedlichen Apparaturen schwanken. Daher sind hier Messwertbereiche angegeben, die jeweils die niedrigsten und höchsten gemessenen Werte aus verschiedenen Quellen darstellen.
| Modell                    | Typ        | Verbrauch (Watt) | Verbrauch (Watt) | Verbrauch (Watt) | zusätzliche Strom- stecker |
| Modell                    | Typ        | MGCP             | Messwerte        | Messwerte        | zusätzliche Strom- stecker |
| Modell                    | Typ        | MGCP             | Idle             | 3D-Last          | zusätzliche Strom- stecker |
| ------------------------- | ---------- | ---------------- | ---------------- | ---------------- | -------------------------- |
| GeForce 205               | GT218      | 030,5            | k. A.            | k. A.            | keine                      |
| GeForce 210               | GT218      | 030,5            | 9                | 21               | keine                      |
| GeForce G210              | GT218      | 030,5            | 9                | 21               | keine                      |
| GeForce GT 220            | GT216      | 058              | 10–14            | 32–55            | keine                      |
| GeForce GT 240            | GT215      | 069              | k. A.            | k. A.            | keine                      |
| GeForce GTS 240           | G92b       | 120              | k. A.            | k. A.            | 1× 6-Pin                   |
| GeForce GTS 250           | G92b       | 150              | k. A.            | k. A.            | 1× 6-Pin                   |
| GeForce GTX 260           | GT200      | 182              | 32               | 166              | 2× 6-Pin                   |
| GeForce GTX 260 (216 SPs) | GT200      | 183              | 36               | 160              | 2× 6-Pin                   |
| GeForce GTX 260 (216 SPs) | GT200b     | 183              | k. A.            | 159              | 2× 6-Pin                   |
| GeForce GTX 275           | GT200b     | 219              | 34               | 215              | 2× 6-Pin                   |
| GeForce GTX 280           | GT200      | 236              | 34–42            | 226              | 1× 6-Pin 1× 8-Pin          |
| GeForce GTX 285           | GT200b     | 204              | 27–29            | 208–214          | 2× 6-Pin                   |
| GeForce GTX 295           | 2 × GT200b | 289              | 61–62            | 313–317          | 1× 6-Pin 1× 8-Pin          |

Weitaus üblicher als die Messung des Verbrauchs an der Grafikkarte ist die Bestimmung der Leistungsaufnahme eines Gesamtsystems. Dazu wird ein Referenzsystem zusammengestellt, in dem die verschiedenen Grafikkarten eingebaut werden; daraufhin findet die Messung mithilfe eines Energiekostenmessgerätes oder einer vergleichbaren Apparatur direkt an der Steckdose statt. Allerdings ist die Aussagekraft der Messwerte begrenzt: Es ist nicht klar, welcher Verbrauch von der Grafikkarte stammt und was dem restlichen PC-System zuzuschreiben ist. Der Unterschied im Verbrauch zwischen Idle- und 3D-Lastbetrieb ist bei dieser Messmethode nicht nur davon abhängig, mit welchem Programm die Last erzeugt wurde; die Auslastung und Effizienz des restlichen PC-Systems inklusive Netzteil, Mainboard und Prozessor beeinflussen die gemessene Differenz ebenfalls. Da sich die getesteten Systeme in der Regel von dem eigenen PC-System zuhause unterscheiden, lassen sich die dort angegebenen Werte nicht auf das eigene System abbilden. Nur Messdaten von sonst identischen Systemen taugen (bedingt) für den Vergleich untereinander. Wegen dieser Abhängigkeit sind Gesamtsystem-Messwerte in der hiesigen Tabelle nicht aufgeführt. Da sie aber ein besseres Bild von der praktischen Leistungsaufnahme eines konkreten Systems mit einer bestimmten Grafikkarte vermitteln können, werden unter den Weblinks Seiten aufgelistet, die solche Messungen vornahmen.

### Messung der Leistungsaufnahme eines Gesamtsystems
- Messungen mit GeForce GTX 295, GTX 285, GTX 280, GTX 275, GTX 260, GTS 250 und anderen bei ComputerBase